# Solanum sisymbriifolium
Der Raukenblättrige Nachtschatten oder Klebrige Nachtschatten (Solanum sisymbriifolium) ist eine Pflanzenart aus der Gattung Nachtschatten (Solanum) in der Familie der Nachtschattengewächse (Solanaceae). Innerhalb der Gattung der Nachtschatten wird die Art in die Untergattung Leptostemonum eingeordnet, die sich vor allem durch das Vorhandensein von Stacheln von anderen Vertretern der Gattung unterscheidet. Die Art ist in vielen Gebieten eingeschleppt und gilt als invasives Unkraut.

## Beschreibung

### Vegetative Merkmale
Solanum sisymbriifolium ist ein ausdauernder Strauch mit einer Wuchshöhe von 1,2 bis 2 m. Er ist stark verzweigt, die Sprossachse kann an der Basis einen Durchmesser von 1 bis 8 cm erreichen. Die Pflanze ist üppig klebrig behaart, die Behaarung besteht aus drüsigen und nichtdrüsigen, einfachen und sternförmig verzweigten Trichomen. Auf der ganzen Pflanze sind zudem dicht beieinander stehende Stacheln zu finden. Diese sind 8 bis 16 mm lang, pfriemförmig, orange und sehr spitz. Die Laubblätter stehen wechselständig, der Umriss der Blattspreite ist eiförmig langgestreckt, sie ist stark fiederschnittig oder fiederspaltig geteilt, die Teilblätter sind gerundet und weisen einen geschwungenen Rand auf. Die Größe der Laubblätter wird von Autoren unterschiedlich angegeben, beispielsweise 10 bis 15 cm lang und 6 bis 10 cm breit oder bis zu 40 cm lang und 25 cm breit. Die Blattoberseite ist spärlich mit sternförmig verzweigten Trichomen besetzt, die Unterseite ist dicht behaart. Die Blattstiele werden 1,5 bis 6 cm lang. Manchmal breiten sich einzelne Pflanzen über lange, fistelartige Rhizome aus.

### Blüten und Blütenstände
Die Blütenstände sind traubenförmig und bestehen aus meist 6 bis 8 (selten bis 10) Blüten. In den vorderen Blüten eines Blütenstandes sind nur die männlichen Fortpflanzungsorgane fertil. Die Blütenstandsstiele sind 3 bis 7 cm lang, drüsig-filzig behaart und dicht mit Stacheln besetzt. Die Blütenstiele sind 8 bis 15 mm lang, drüsig-filzig behaart, aber nur leicht bestachelt. Der Kelch ist becherförmig, grün gefärbt, häutig und 6 bis 9 mm lang und 2 bis 4 mm durchmessend. Er ist stark fünffach geteilt, die Kelchlappen sind lanzettlich zugespitzt und in zwittrigen Blüten dicht mit Stacheln besetzt. Die Krone ist reinweiß oder lila-bläulich bis blass violett, radförmig und misst 40 bis 45 mm im Durchmesser. Sie ist schwach gelappt, die Kronlappen sind breit dreieckig. Die Außenseite der Krone ist filzig mit sternförmigen Trichomen behaart. Die Staubblätter sind gleichgestaltig, die Staubfäden sind schlank, unbehaart und 2 bis 3 (selten bis 4) mm lang. Die Staubbeutel sind lanzettlich und erreichen Längen von 7 bis 10 mm. Die Pollenkörner haben eine Größe von 29,5 bis 40,0 µm. Der Fruchtknoten ist eiförmig und unbehaart. Er trägt einen 1 bis 1,2 cm langen Griffel.

### Früchte und Samen
Die Fruchtstiele sind zurückgebogen und dicht drüsig-filzig behaart und klebrig. Der Kelch vergrößert sich und umschließt fast vollständig die nahezu kugelförmige, 8 mm durchmessende, leuchtend rote Beere. Die Cuticula ist dick und glatt, Stomata fehlen. Die Epidermis besteht aus isodiametrischen oder gerundeten Zellen, deren Inhalt sehr dicht ist. Die Hypodermis wird nur durch zwei bis drei Lagen Kollenchym gebildet, die normalerweise dieser Schicht zugesprochene Schutzwirkung wird in dieser Art durch den bewehrten und die Frucht umschließenden Kelch gewährleistet. Eine äußere Zone des Mesokarp, wie sie in anderen Arten der Untergattung Leptostemonum vorkommt, fehlt. Die innere Zone besteht aus neun bis zwölf feuchten, parenchymatischen Lagen, wobei die Zellen zum Inneren der Frucht größer werden. Die Plazenta weist eine Proliferation auf, so dass das Plazentagewebe mehr des Fruchtfleisches ausmacht als in anderen Arten der Untergattung Leptostemonum. Die Frucht erscheint durch eine falsche Scheidewand vierkammerig, jede der vier Kammern besitzt eine eigene Plazentaverzweigung. Jede Frucht enthält etwa 50 bis 200 Samen. Diese sind etwa 3 Millimeter groß, nierenförmig und feingrubig.
Die Chromosomenzahl beträgt 2n = 24.

## Verbreitung und Standorte
Die Art ist ursprünglich in Südamerika beheimatet, ihr natürliches Verbreitungsgebiet liegt in Argentinien, im Süden Brasiliens, Paraguay, Uruguay, Bolivien und Kolumbien. Sie wächst vor allem an gestörten Standorten wie Schutthalden, Straßenrändern, Zäunen und Dämmen, sie steht oftmals in Verbindung mit kurzzeitigen Störungen wie Feuern, umgepflügten Flächen und Weideland. Vor allem in Südeuropa, Afrika, Australien und dem südöstlichen Nordamerika ist die Pflanze eingeschleppt und ist vor allem in der Nähe von Häfen zu finden.
Die Art wurde wahrscheinlich in den frühen 1900er Jahren in Südafrika eingeschleppt. Der erste Nachweis der Art in der Türkei stammt aus dem Jahr 1996, im Iran wurde sie erstmals 2010 nachgewiesen.

## Bedeutung

### Invasives Unkraut
Begründet durch eine rasche Verbreitung durch Vögel, die die Früchte fressen, und einen hohen Schutz vor Fressfeinden durch die dichte Bestachelung und die klebrige Behaarung, zählt Solanum sisymbriifolium außerhalb des ursprünglichen Verbreitungsgebietes oft als invasives Unkraut. Um eine mögliche Abwehrmaßnahme zu finden, wurden in Südafrika zwischen 1989 und 1995 mehrere Versuchsreihen mit Stämmen des Schildkäfers Gratiana spadicea – einem Fressfeind aus dem ursprünglichen Verbreitungsgebiet der Art –  durchgeführt, die eventuelle negative Auswirkungen auf einheimische Nachtschatten (Solanum) überprüften. Diese Versuche führten zur Einschätzung, dass das Risiko, einheimische Arten zu gefährden, gering sei. Daher wurden die Käfer zwischen 1994 und 1996 an mehreren südafrikanischen Standorten von Solanum sisymbriifolium ausgesetzt. Obwohl vereinzelt die Solanum sisymbriifolium nahezu vollständig entlaubt wurden und sich die Käfer reichlich vermehrten, war an den meisten überprüften südafrikanischen Standorten von Solanum sisymbriifolium nur wenig Schaden an den Pflanzen zu verzeichnen. Das Gebiet, in dem Solanum sisymbriifolium anzutreffen ist, vergrößerte sich weiter. Als weitere mögliche, biologische Methode, um Solanum sisymbriifolium einzugrenzen, könnte sich der Rüsselkäfer Anthonomus sisymbrii herausstellen.

### Kulturpflanze
Seit dem 18. Jahrhundert ist die Art in europäischen Botanischen Gärten zu finden, wo sie vor allem wegen ihrer vielzähligen Stacheln als Kuriosität gezeigt wird.
Die im reifen Zustand roten und etwa 2 bis 3 cm durchmessenden Beeren sind essbar. In Deutschland wird die Pflanze als Litschi-Tomate in Gartenmärkten angeboten.

### Sonstiges
Solanum sisymbriifolium ist ein möglicher Wirt der Nematoden Globodera pallida und Globodera rostochiensis sowie des Pilzes Phytophthora infestans. Sowohl die Nematoden als auch der Pilz sind bedeutende Schädlinge im Kartoffelanbau. Da Solanum sisymbriifolium resistenter gegen den Befall durch beide Schädlinge ist, kann sie möglicherweise als Köderpflanze eingesetzt werden, um den Befall auf betroffenen Böden zu verringern. Durch die natürlichen Resistenzen ist die Art auch eine interessante Option als Veredelungsunterlage für verschiedene Nutzpflanzen aus der Gattung der Nachtschatten. Untersuchungen hierzu wurden beispielsweise mit Tomaten (Solanum lycopersicum) und Auberginen (Solanum melongena) durchgeführt.
Ethnobotanische Nutzung der Art ist aus Paraguay bekannt. Hier werden aus den Wurzeln der Pflanze Medikamente, welches zur Schwangerschaftsverhütung oder zum Geburtsabbruch dienen sollen, hergestellt. Zu den Pflanzen, die ebenfalls in den Rezepten dieser Medikamente erwähnt werden, gehören der Zedrachbaum (Melia azedarach), die Palme Syagrus romanzoffiana und der Tüpfelfarn Polypodium phyllitides. Ebenfalls in Paraguay wird die getrocknete Wurzel zur Zubereitung von Diuretika, die Nieren unterstützendes Erfrischungsgetränk und als Blutdruckmittel verkauft.

## Systematik
Solanum sisymbriifolium ist ein Vertreter der Untergattung Leptostemonum in der Gattung der Nachtschatten (Solanum). Molekularbiologische Untersuchungen der Untergattung konnten zehn verschiedene Kladen ermitteln, jedoch konnte Solanum sisymbriifolium keiner dieser Kladen eindeutig zugeordnet werden. Nach Untersuchungen durch Bayes-Analyse ist die Art der Androceras/Crinitum-Klade nahe gestellt, während die Analyse nach dem Prinzip der Maximalen Sparsamkeit keine Zuordnung ermitteln kann. Untersuchungen der morphologischen Merkmale der Samenoberfläche stellt die Art möglicherweise zur Artengruppe um Solanum rostratum.